# Dirección General de la Policía Militar
La Dirección General de la Policía Militar es la rama del control de seguridad interna de las Fuerzas Armadas de Rusia. Esta subordinado al Ministerio de Defensa y forma parte de las fuerzas policiales rusas. Son conocidas coloquialmente como la policía militar rusa aunque no tenga ninguna relación con la policía civil del Ministerio del Interior.
Fue creado el 25 de marzo de 2015 por orden directa del presidente Vladímir Putin durante su segundo mandato. Sus áreas de desarrollo están ligadas al campo de operaciones de las fuerzas armadas, por lo que su campo de operación puede ser tanto en la misma Rusia como también en las zonas donde el país se encuentra involucrado bélicamente.
El Jefe de la Dirección General de la Policía Militar es de oficio el primer viceministro de Defensa. El actual jefe de la Policía Militar es el Teniente General Vladimir Ivanovskiy, que reemplazó al Mayor General Igor Sidorkevich desde agosto de 2016.

## Jefe de la Policía Militar
- Teniente general Sergei Surovikin (2010-2012)[3]
- General de División Andrei Nechayev (2012-2013)[4]
- Mayor General Igor Sidorkevich (2013-2016)[5]
- Teniente general Vladimir Ivanovskiy (desde 2016)[6]

## Galería

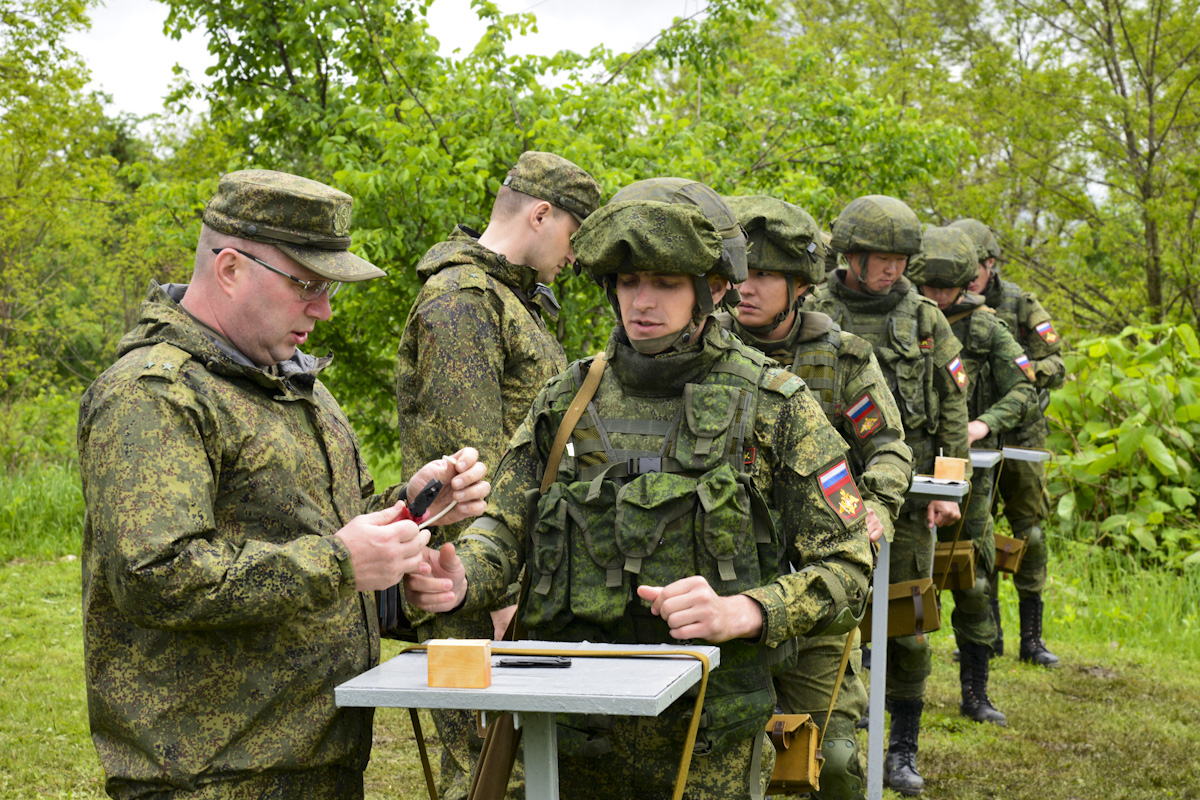
Policía militar en Vladikavkaz (Rusia)
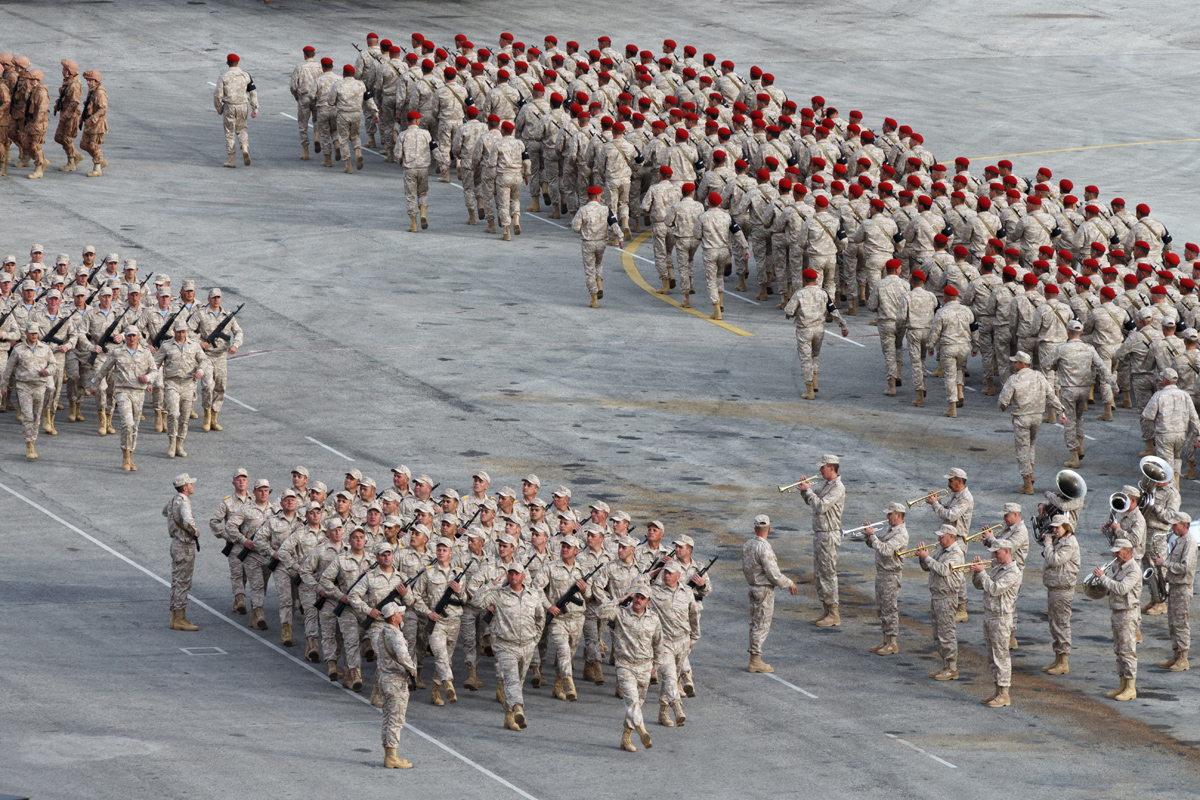
Policía militar en Jableh (Siria)
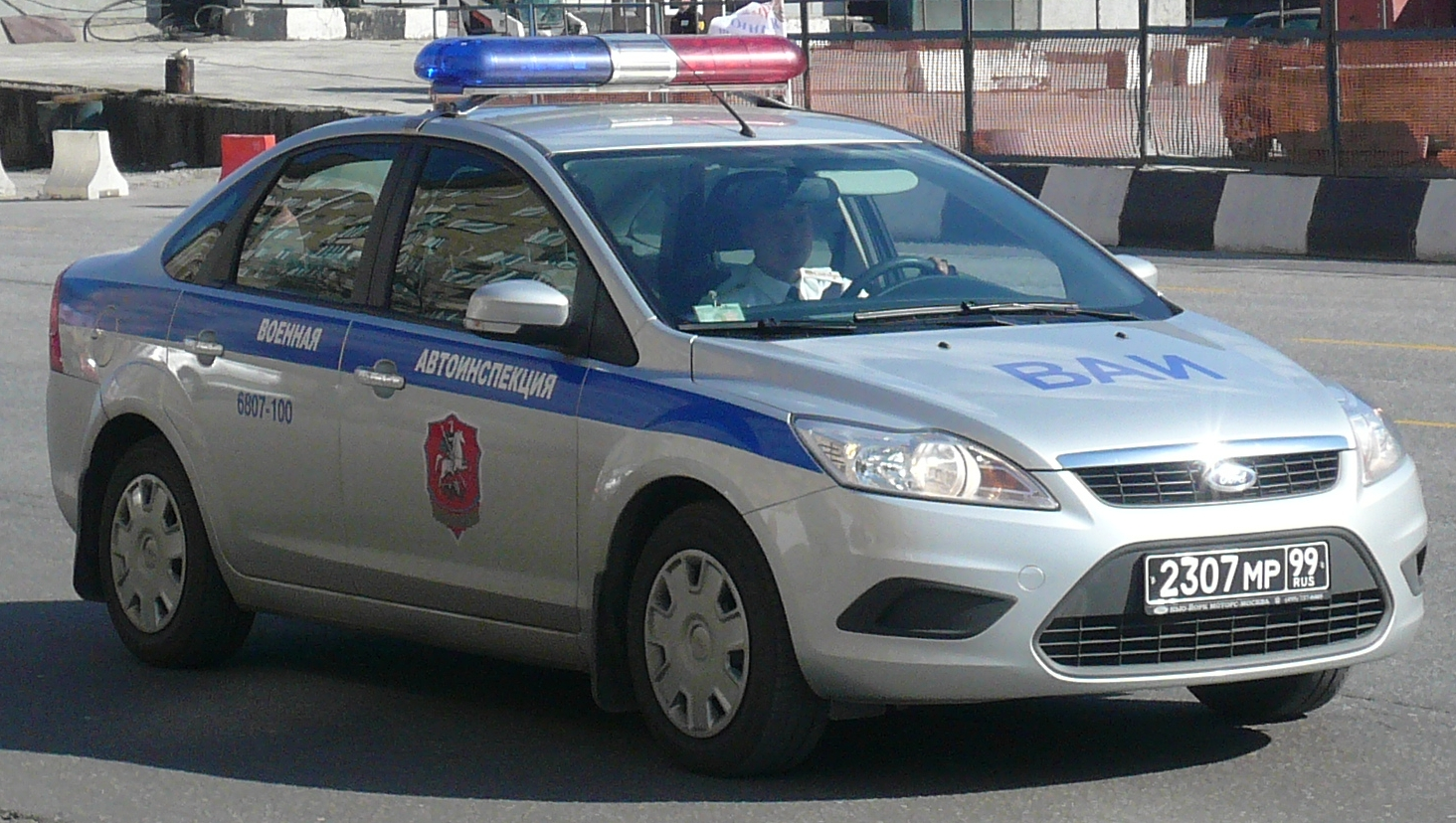
Vehículo policial (Ford Focus) en Moscú.
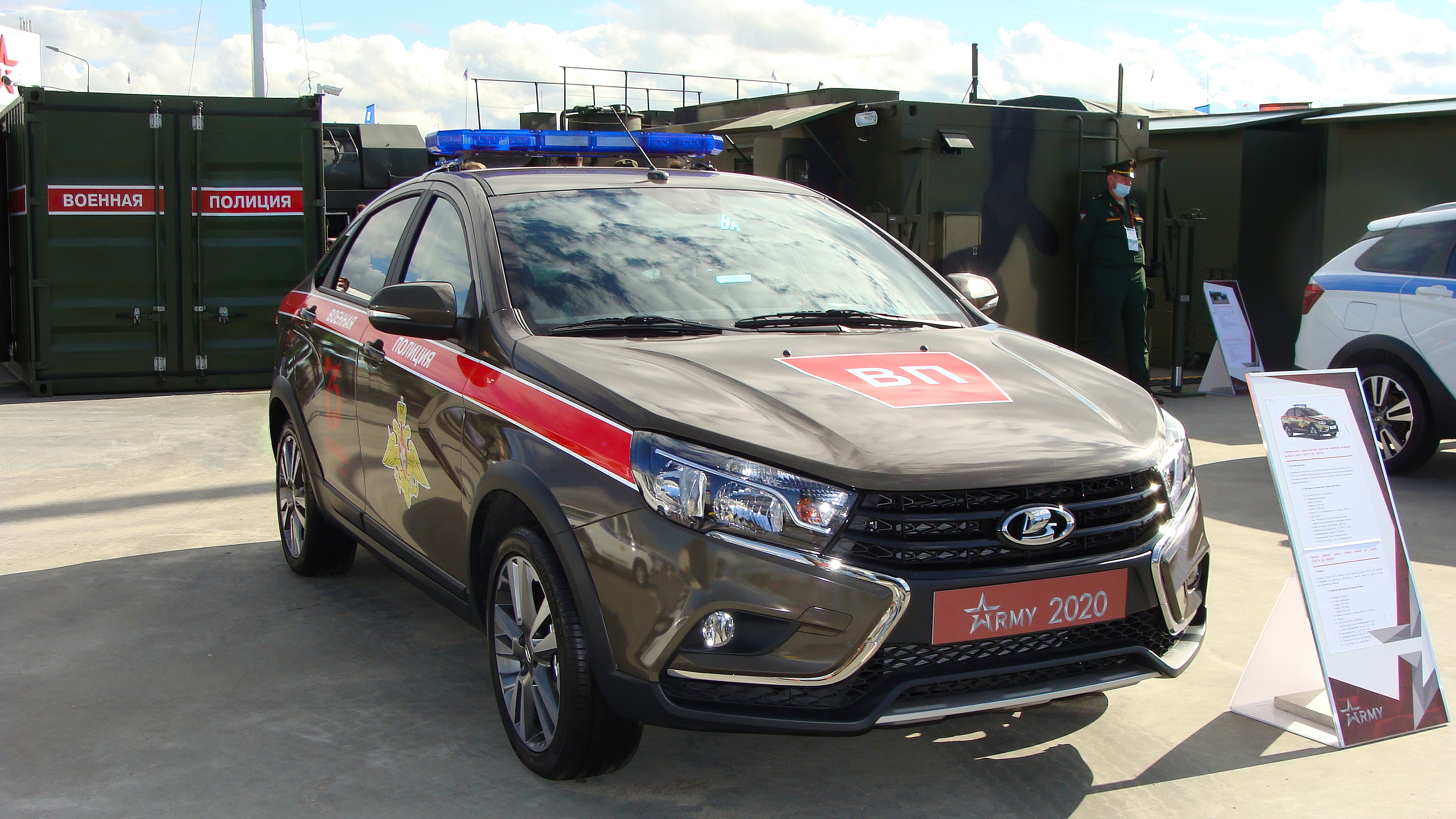
Vehículo policial (Lada Vesta).
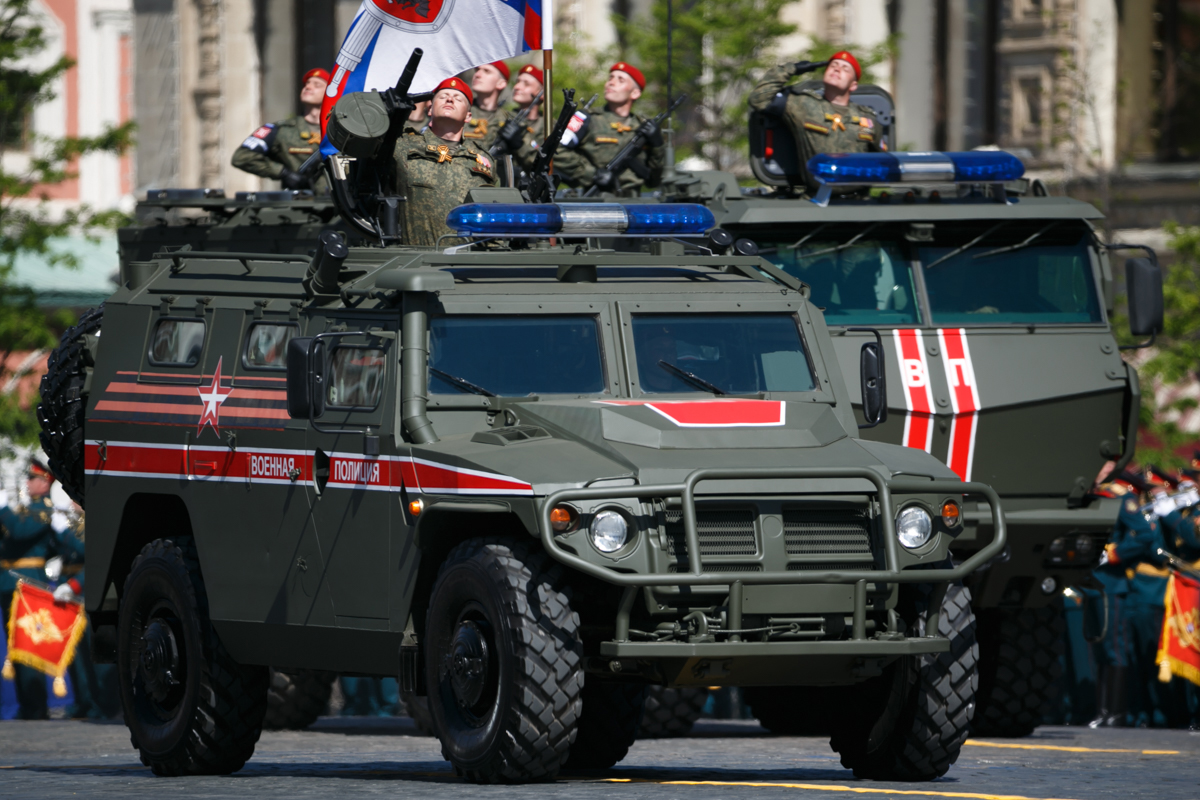
GAZ Tigr
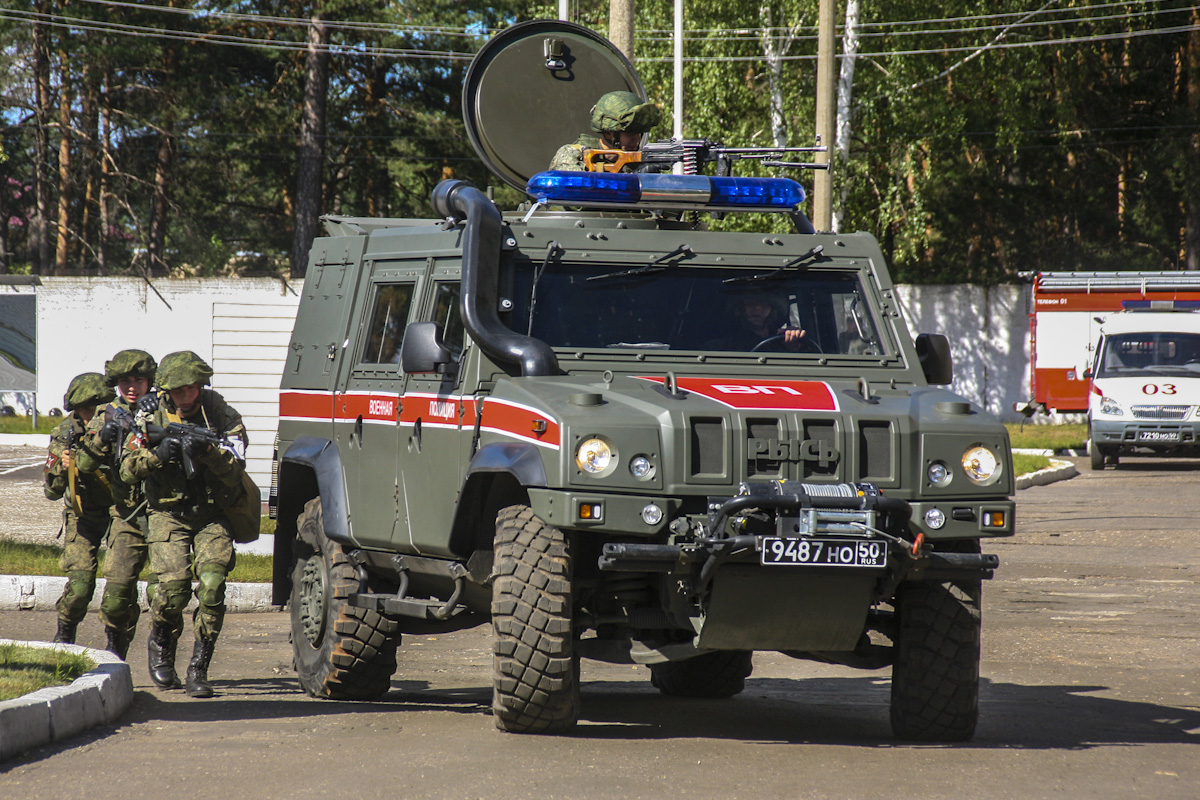
Iveco LMV
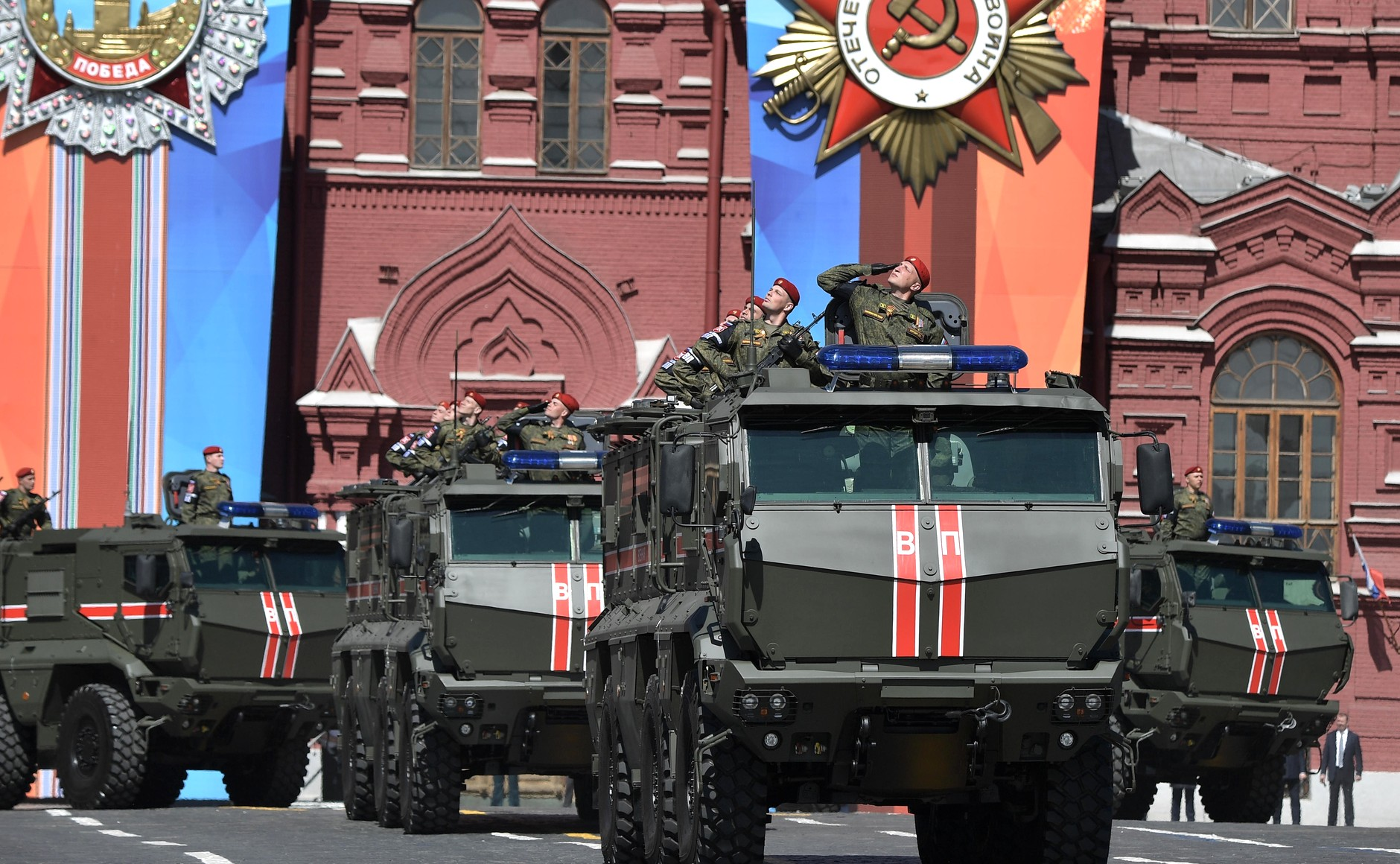
Kamaz Typhoon
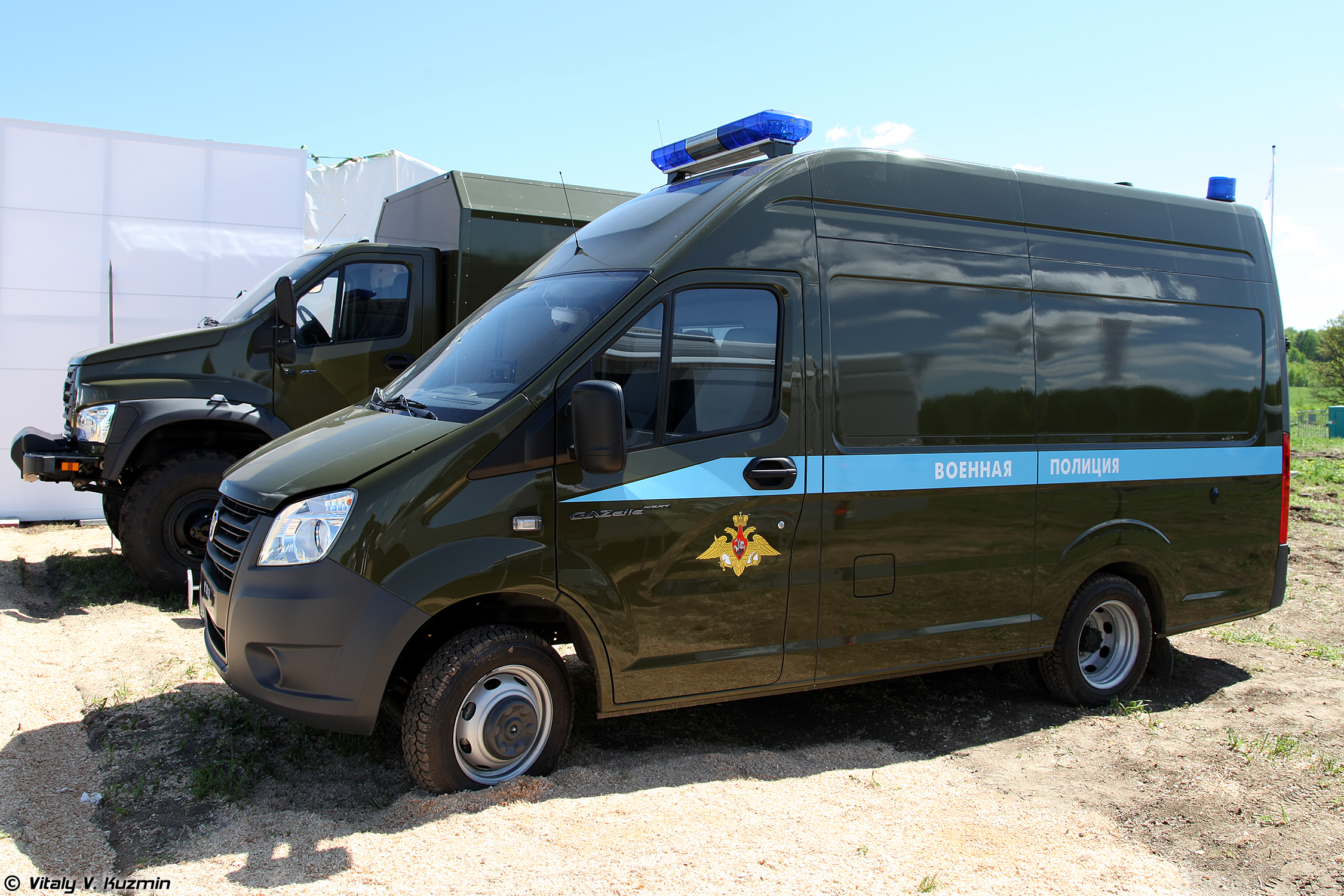
Furgoneta GAZelle NEXT.